# Samenstelling (taalkunde)

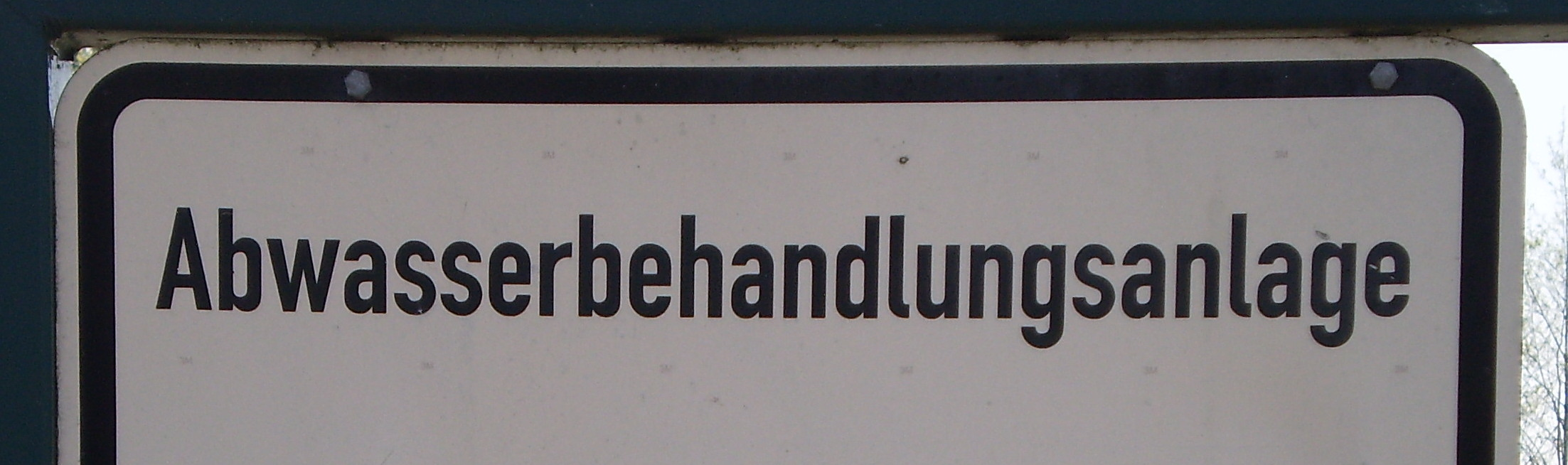
Duits is, net als Nederlands, een taal waarin veel determinatieve samenstellingen voorkomen. Hierboven het Duitse woord voor 'rioolwaterzuiveringsinstallatie'.

Een samenstelling of compositum is een woord dat gevormd is door samenvoeging van twee of meer opzichzelfstaande woorden. In morfologische termen betreft het een samenvoeging van twee of meer vrije morfemen. Door dit laatste kenmerk onderscheiden samenstellingen zich van afleidingen, waarin een van de samenstellingsleden – de delen van de samenstelling – geen vrij maar een gebonden morfeem is.
Deze manier van woordvorming is in veel talen productief. Het Sanskriet onderscheidt zelfs zes soorten samenstellingen.

## Structuur
In een bepaald samenstellingstype vormt een van de vrije morfemen (of leden) het specificatum of hoofd, dat de eigenschappen van het woord als geheel bepaalt, en de andere vormt de specificans, die een bepaling (of modificeerder) bij het hoofd is. Dergelijke samenstellingen waarvan het specificatum (of hoofd) door de specificans nader bepaald wordt voor de betekenis en overige kenmerken van de samenstelling als geheel, worden determinatieve, endocentrische of bepalende samenstellingen genoemd. In talen als het Nederlands, Duits en Engels dient het rechter- of tweede lid als het specificatum (bijv. vuilniszak, tandenborstel, schokdemper en keukendeur), maar in bijvoorbeeld het Frans en Spaans is het linker- of eerste lid behoorlijk frequent (bijv. Frans sac-poubelle, brosse à dents, pare-chocs en porte de cuisine). Fungeert daarentegen geen van beide leden als hoofd, maar duidt het geheel  het bezit en de bezitter aan van hetgeen de leden samen noemen, dan spreekt men van een possessieve of exocentrische samenstelling (bijv. driewieler of roodborst).
Het hoofd van de determinatieve samenstelling is in veel gevallen een zelfstandig naamwoord, maar het kan ook een andere woordsoort zijn, zoals een bijvoeglijk naamwoord, werkwoord of voorzetsel. In sommige talen zoals het Kayardild is het heel gebruikelijk dat een werkwoord als hoofd van een samenstelling fungeert. Bij determinatieve samenstellingen bepaalt het hoofd tevens de syntactische eigenschappen van de samenstelling als geheel, zoals de meervoudsvorm, het geslacht en de woordsoort waartoe de samenstelling behoort.

## Betekenis
De betekenis van de samenstelling als geheel kan in sommige gevallen sterk verschillen van die van elk van de samenstellingsleden afzonderlijk. Het gebeurt ook dat een van de leden niet meer herkenbaar is als opzichzelfstaand woord, bijvoorbeeld doordat de vorm is veranderd of het woord als zodanig buiten de samenstelling in onbruik is geraakt. In zo'n geval wordt gesproken van een versteende of ondoorzichtige samenstelling.

## Schrijfwijze

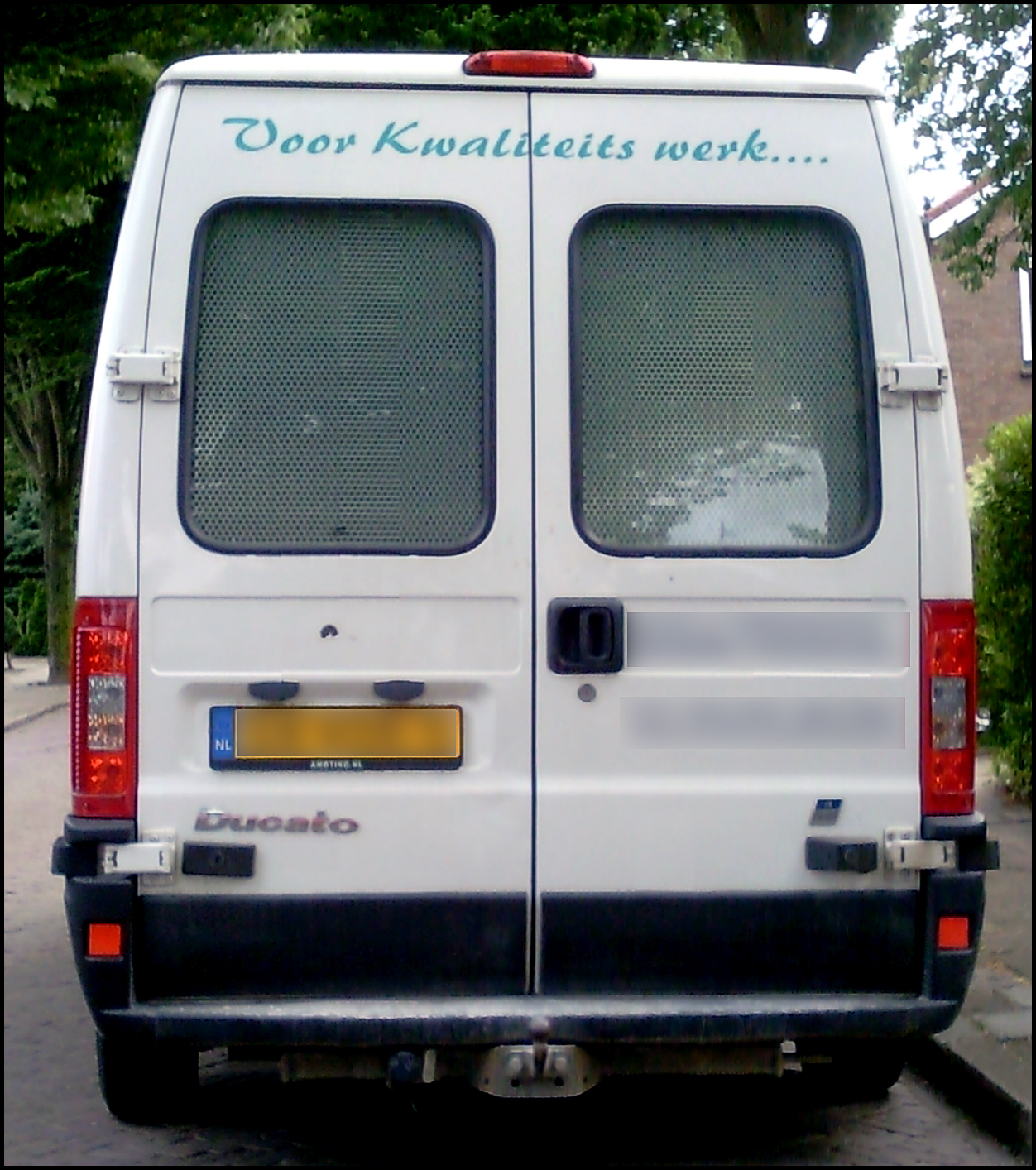
In het maatschappelijk leven kunnen spelfouten de betrouwbaarheid van een hele onderneming negatief beïnvloeden.

De manier waarop samenstellingen worden geschreven, verschilt sterk per taal.
In het Nederlands worden samenstellingen waarvan het meest rechtse lid het specificatum is, volgens de groene spelling altijd aaneengeschreven, waarbij een koppelteken alleen wordt ingevoegd als er anders verwarring met betrekking tot de uitspraak of betekenis en/of een vreemd woordbeeld ontstaat. Dit laatste komt vooral voor als de samenstelling uit drie of meer leden bestaat, waardoor de betekenis van de samenstelling als geheel multi-interpretabel kan zijn bij aaneenschrijven. Verwarring omtrent de uitspraak treedt met name op bij klinkerbotsing. Een koppelteken is daarnaast verplicht als een van de leden (vaak het eerste) een afkorting en/of letterwoord is. Een koppelteken wordt verder altijd gebruikt als de samenstellende leden qua betekenis gelijkwaardig zijn, in plaats van dat de hoofdbetekenis in het meest rechtse lid zit.
In het Duits zijn voornoemde regels ongeveer hetzelfde.
In het Frans en Spaans is het gebruiken van een koppelteken in samenstellingen daarentegen de standaardregel.
In het Engels worden de verschillende leden van een samenstelling vaak als twee of meer losse woorden geschreven, die wel altijd bij elkaar staan. Dit gebeurt vrijwel altijd bij langere samenstellingen. Als één woord geschreven samenstellingen zijn in het Brits-Engels minder gebruikelijk, behalve bij korte woorden. In sommige gevallen wordt ook in het Engels een koppelteken ingevoegd, vooral als van twee losse woorden een nieuwe samenstelling wordt gevormd (bijv. credit card ‘creditcard’, maar credit-card debt ‘creditcardschuld’). 